# Murad IV
Murad IV (arab. ‏مراد رابع‎, ur. 27 lipca 1612, zm. 9 lutego 1640) – sułtan z dynastii Osmanów, panował w latach 1623–1640. 

## Rodzina
Syn Ahmeda I i Kösem, władzę otrzymał po abdykacji swego stryja, Mustafy I Szalonego, który był niedorozwinięty umysłowo lub chory psychicznie. Brat Osmana II i Ibrahima I.

## Panowanie
Murad IV przez długi czas pozostawał pod wpływem matki, Kösem, i kliki dworskiej. Uniezależnił się w 1632 roku, nakazał ściąć wielkiego wezyra i objął panowanie. Przywrócił świetność imperium osmańskiego; przeprowadził reformy wewnętrzne, skonfiskował część wielkich majątków ziemskich, zakazał (pod groźbą kary śmierci) palenia tytoniu, spożywania alkoholu i kawy (choć sam był alkoholikiem); walczył z korupcją w administracji państwowej, zreorganizował armię, ograniczając potęgę janczarów i spahisów.
Kontynuował wojny z Persją, która w 1622 zajęła Bagdad, a następnie obszar Wanu i Mosulu. W toku dwóch kampanii zbrojnych (1623-39) zabezpieczył swą władzę we wschodniej Anatolii, okupował Tebriz, a w 1638 roku zdobył Bagdad. Dowodził wyprawą na Półwysep Arabski, wykazując się talentem strategicznym i umiejętnościami dowódczymi. Wojna przeciw Persji zakończyła się w maju 1639 roku traktatem w Kasr-e Szirin, który przyznawał Mezopotamię i wschodnią Anatolię Osmanom, w zamian za zrzeczenie się na rzecz Persji Azerbejdżanu.
W okresie jego panowania stosunki dyplomatyczne z Polską były napięte, w roku 1632 próbował zawrzeć antypolską koalicję z Rosją, dwa lata później szykował wyprawę przeciwko Polsce, która jednak nie doszła do skutku.
Był znany z okrucieństwa. Był ostatnim sułtanem, który dowodził osobiście wojskiem w polu.
Władca zmarł z powodu marskości wątroby. Na łożu śmierci nakazał egzekucję swojego brata Ibrahima, lecz rozkazu nie wykonano z obawy o chaos jaki spowodowałoby wygaśnięcie rodu osmańskiego. Ibrahim został następcą Murada IV na tronie osmańskim.

## W kulturze
W serialu Wspaniałe stulecie: Sułtanka Kösem zagrali go Cağan Efe Ak jako dziecko i Metin Akdülger jako dorosłego.